# Hana Čápová
Hana Čápová (24. dubna 1956 Praha – 11. května 2019 Praha) byla česká grafička, ilustrátorka, kreslířka poštovních známek, malířka a tvůrkyně exlibris.

## Život
Narodila se 24. dubna 1956 v Praze. V letech 1971–1975 vystudovala Střední odbornou školu výtvarnou V. Hollara v Praze (prof. J.Hořánek) a v letech 1977–1983 Vysokou školu uměleckoprůmyslovou v Praze (ateliér ilustrace a grafiky, prof. J. Mikula).
Byla členkou prestižního Spolku českých umělců grafiků HOLLAR. Její tvorbu obdivují návštěvníci v Česku i za jeho hranicemi, např. na Slovensku, Polsku, Rusku, Litvě, Německu, Švýcarsku, Belgii, Holandsku, Anglii, Francii, Itálii, Španělsku, Portugalsku, Turecku, Koreji, USA, Japonsku, Mexiku a Číně.
Za svoji tvorbu získala řadu mezinárodních významných ocenění.
Zemřela 11. května 2019 v Praze.

## Dílo
V jejím díle se prolínají různé motivy, často spočívající na protikladech dobra a zla, krásy a ošklivosti, úsměvu a pláče. Grafika Hany Čápové upoutává svým erotickým a zároveň cudným půvabem, technickou dokonalostí a srozumitelností. Ve své profesionální výtvarné činnosti se věnovala grafice, malbě, kresbě, ilustraci, známkové tvorbě. Nejužívanější grafickou technikou byl ale lept. Autorka mistrně ovládala grafické techniky leptu, barevného leptu a kombinované techniky. Její nevšední grafické listy vynikají smyslem pro detail, symbolikou a jedinečnou atmosférou.

## Ocenění
- 1980, 1981, 1982 – ceny za grafiku a ilustrace během studia na VŠUP
- 1985 – cena na Trienále kresby, Norimberk a Linz
- 1986, 1987 – Ceny za sérii poštovních známek „Sovy“
- 1987 – výroční cena Svazu českých výtvarných umělců a Českého fondu výtvarných umění
- 1987 – čestné uznání na Mezinárodní výstavě miniatur, Toronto, Kanada
- 1990, 1992 – čestné uznání na Bienále exlibris, Malbork (Polsko)
- 2001 – čestné uznání na Mezinárodním trienále exlibris, Chrudim